# نفل فراولي
النفل الفراولي (باللاتينية: Trifolium fragiferum) نوع نباتي من جنس النفل من الفصيلة البقولية.

## الموئل والانتشار
موطنه الأصلي المناطق المتوسطية في بلاد الشام ومصر والمغرب العربي وقبرص وتركيا والقوقاز وكل مناطق أوروبا.

## مرادفات للاسم العلمي
- (باللاتينية: Amoria fragifera (L.) Roskov)
- (باللاتينية: Galearia fragifera (L.) C. Presl)